# Rio Turvo (Paraná)
O rio Turvo é um curso de água que banha o estado do Paraná, Brasil.